# FULW

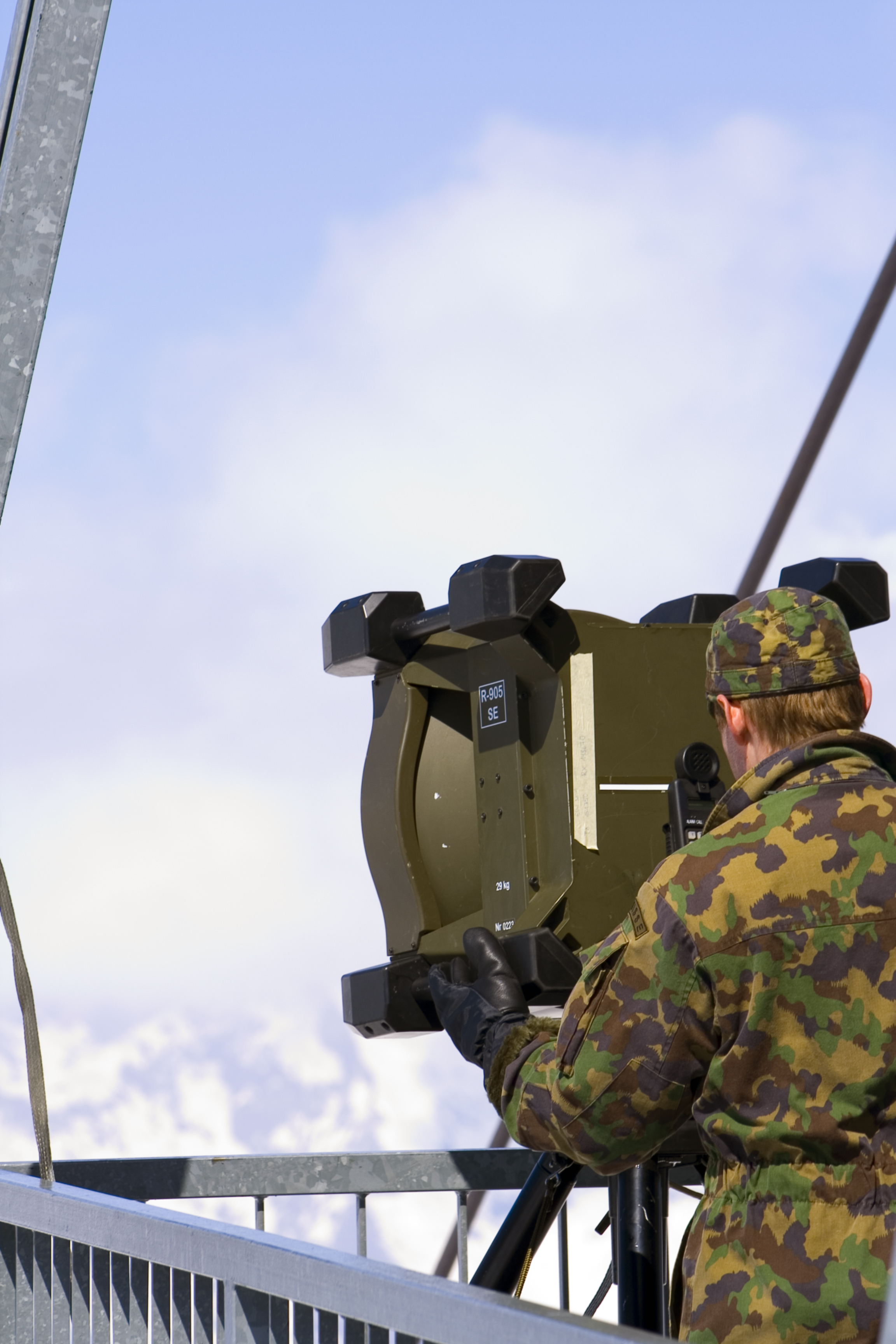
Richtstrahlanlage R-905 der Schweizer Armee

FULW (sprich: fulf) ist die Abkürzung für Führungsunterstützung der Schweizer Luftwaffe.
Die Führungsunterstützung der Luftwaffe ist im Lehrverband FU 30 (LVb FU 30) organisiert. Der Lehrverband besteht aus fünf Schulen auf drei Waffenplätzen und den Einsatzformationen. Vor der Armeereform Armee XXI hiess die Einheit "Informatikbrigade 34" und wurde anschliessend in "LVb FULW 34" und zuletzt nach einer Neuorganisation in "LVb FU 30" umbenannt.
Kommandant ist seit 2015 Brigadier René Baumann. Zu seinen Vorgängern zählen Brigadier Peter Zahler (2006–2008) und Brigadier Willy Siegenthaler (2009–2014).
Im gesamten Lehrverband sind rund 3500 Milizsoldaten (inkl. rund 1000 Offiziere und Unteroffiziere) eingeteilt. Ausbildungsstandorte sind die Kasernen Frauenfeld, Dübendorf, Kloten/Bülach und Jassbach.

## Auftrag
Der LVb FU 30 betrachtet sich selbst als einen "Dienstleistungsbetrieb" welcher sich ganz auf den Kundenwunsch ausrichtet. Mit Radar, Funkaufklärung, Beobachtern (optisch), Wetterballonen etc. werden Informationen beschafft, gesammelt und an den Kunden geliefert bzw. für diesen übermittelt, was ein ausgeklügeltes Übermittlungsnetz voraussetzt.
Der LVb FU 30 steht jedes Jahr zahlreich am WEF in Davos im Echteinsatz. Sei dies mit Beobachtungsposten (Flugbewegungen in den Tälern und Wettermeldungen für die Helipiloten) oder mit einem mobilen TAFLIR-Radar. Je nach Einsatz wird in einer Art Modulbauweise eine Task Force zusammengestellt, welche genau dem Auftrag entspricht.
Die FULW betrachtet sich selbst als so etwas wie die Wirbelsäule der Luftwaffe. Es herrscht ein Mix zwischen teuren High Tech Mitteln und harter Arbeit draussen auf den Beobachtungsposten bei Wind und Wetter.
Die Beobachter in den Nachrichtenkompanien leisten einen wertvollen Beitrag zu Nachrichtenbeschaffung über mögliche gegnerische Aktivitäten und kennen sämtliche eingesetzten Flugzeug- und Panzertypen diverser Länder.

## Ordre de Bataille
Die Einsatzformation des Lehrverbandes gliedert sich in 7 Abteilungen (Bataillon):
LW Radar Abteilung 1 -> Umgeteilt in RISTL 4 (Führungsunterstützungsbrigade 41)  MRS Kp 4/5 & 4/6Betreibt die fixen Radarstationen in den Alpen, die zum FLORAKO-System gehören. Reichweite ca. 400 km
Mobile LW Radar Abteilung 2Betreibt die mobilen Radarsysteme vom Typ TAFLIR. Reichweite ca. 100 km.
LW EKF (elektronische Kriegführung) Abteilung 3Zuständig für die SIGINT (Signals Intelligence = Signalaufklärung) im Bereich COMINT (Communications Intelligence = Funkaufklärung) und ELINT (Electronic Intelligence = Radaraufklärung). Die genaue Anzahl und die Standorte der Aufklärungsanlagen unterliegen der Sicherheitsstufe 2 und sind somit geheim.
LW Ristl (Richtstrahl) Abteilung 4Ist seit 2008 nicht mehr der Luftwaffe, sondern der FUB unterstellt. Mit dem fixen Breitbandnetz der Luftwaffe, welches von der Armee wie auch der Regierung täglich zum Daten- und Telefonverkehr benutzt wird, werden die Verbindungen der LW Anlagen sichergestellt. Zusätzlich gibt es mobile Richtstrahlgeräte für Feldanschlüsse.
LW Uem (Übermittlungs) Abteilung 5Mit diversen Mitteln werden Funkverbindungen betrieben. Unter anderem für das FEBEKO System, welches den Einsatz der Flab und Flieger koordiniert. Zudem betreibt sie das FIS LW, eine Art Internet der Schweizer Armee.
LW Na (Nachrichten) Abteilung 6Von max. 60 Beobachtungsposten im Gelände werden Informationen für den taktischen Kunden gesammelt und via Nachrichtenzentralen weitergeleitet. (Luftlage, Bodenaktivitäten, AC-Messungen, Wettermeldungen etc.) Die Na Abt 6 kann man als die Augen und Ohren der militärischen und politischen Führung bezeichnen, welche im Krisenfall sonst blind in ihren Bunkern sitzen würde, ohne zu wissen, was draussen los ist.
Wet (Wetter) Abteilung 7Sie erfasst u. a. mit Sondierballonen die aktuelle Wetterlage zugunsten der ganzen Armee sowie der Meteo Schweiz und erstellt mit Experten die entsprechenden Berichte und Prognosen.
LW FU (Führungsunterstützungs) Abteilung 8Reserveabteilung des Lehrverbands FU 30.